# نزيف جنيني أمومي
نزيف جنيني أمومي (بالإنجليزية: Fetal-maternal haemorrhage)‏، هو فقدان خلايا دم الجنين في الدورة الدموية للأم وهو يحدث في حالات الحمل العادية وكذلك عندما تكون هناك مضاعفات الولادة أو الصدمة للحمل.
عادة يتم الحفاظ على الدورة الدموية للأم والدورة الدموية للجنين من الاتصال المباشر مع بعضها البعض فمع تبادل الغازات والمغذيات يحدث عبر الغشاء في المشيمة المصنوعة من طبقتين؛ فيحدث النزف الجنيني الأمومي عندما يتوقف هذا الغشاء عن العمل كحاجز وقد تتلامس خلايا الجنين مع أو تدخل في أوعية الأمهات في بطانة الرحم.